# The Soul Cages
| Recensione           | Giudizio |
| -------------------- | -------- |
| AllMusic             |          |
| Chicago Tribune      |          |
| Entertainment Weekly | (C)      |
| Los Angeles Times    |          |

The Soul Cages è il terzo album in studio da solista del cantautore britannico Sting, pubblicato il 22 gennaio 1991. Sting ha dedicato l'album al padre scomparso da poco, nel 1989. The Soul Cages è un concept album in cui le canzoni riflettono il rapporto di Sting con il padre e i suoi sentimenti in seguito alla morte dello stesso.
È stato il secondo album consecutivo di Sting a raggiungere la prima posizione della Official Albums Chart nel Regno Unito, bissando così quanto fatto da ...Nothing Like the Sun. Negli Stati Uniti è arrivato al secondo posto della Billboard Hot 100, trainato soprattutto dal successo del singolo All This Time.
Parte delle registrazioni dell'album sono state effettuate a Villa Salviati, Migliarino Pisano, in Italia.
La title track dell'album, The Soul Cages, è stata premiata con il primo Grammy Award alla miglior canzone rock in assoluto nel 1992.

## Il disco
(Sting, 14 gennaio 1991)
The Soul Cages è un concept album incentrato sulla morte del padre di Sting. Questi, subito dopo la perdita del genitore, aveva sviluppato un blocco dello scrittore che durò alcuni mesi, finché egli non riuscì ad elaborare il lutto attraverso la musica. La prima canzone scritta per l'album fu Why Should I Cry for You. Sting ha dichiarato che la composizione del resto dell'album proseguì abbastanza facilmente, una volta rotto il ghiaccio. La maggior parte delle canzoni presenta temi legati alla vela o al mare (il padre di Sting, secondo l'autobiografia del cantante, rimpianse per tutta la vita di non essere diventato un marinaio). Ci sono anche riferimenti a Newcastle upon Tyne, la città nei cui dintorni Sting nacque e crebbe.
La traccia di apertura dell'album, Island of Souls, racconta la storia di Billy, primogenito di una famiglia di rivettatori. Mentre guarda salpare le navi che suo padre ha contribuito a costruire, Billy sogna di prenderlo con sé e fuggire assieme a lui via mare; i suoi sogni si intensificano quando il padre si ferisce gravemente e gli vengono date tre settimane di vita. Il brano si conclude con il suono di una cornamusa del Northumberland, a segnalare l'imminente morte dell'uomo. All This Time racconta il desiderio di Billy di seppellire suo padre in mare. La parte centrale dell'album si concentra prevalentemente sulla città in cui vive Billy e la sua gente, prima dell'altamente introspettiva Why Should I Cry For You. Il suono che aveva chiuso Island of Souls ritorna in apertura di The Wild Wild Sea, in cui Billy si perde in una tempesta in mezzo al mare per poi ritrovarsi guidato dallo spirito del padre. In un altro racconto fantastico, sulla title-track dell'album, il padre di Billy è tenuto prigioniero da un pescatore demoniaco, con il quale Billy scommette la sua vita in una sfida a bere nel tentativo di liberare l'anima del padre. L'album si conclude con la lunatica ed enigmatica When The Angels Fall, che si presenta come sunto finale del Cattolicesimo che ha così fortemente influenzato l'educazione di Sting; si fa particolarmente riferimento alle credenze spirituali di suo padre. Musicalmente, la canzone funge da punto fermo sia per il contenuto dell'album e sia per il tormento personale di Sting, con la sua fluttuante tonalità che si risolve in un rassisicurante Sol maggiore, a segnalazione di un ritorno a "casa" (in questo caso, la chiave di casa del precedente, concettualmente significativo, brano All This Time) e fornendo un senso opprimente di accettazione, redenzione e sottile nostalgia; splendidamente realizzato nel motivetto di "ninna nanna" in chiusura dell'album. Il personaggio di Billy viene presentato in terza persona nelle prime tre canzoni e in prima persona nelle ultime tre canzoni.
Una traccia bonus su alcune edizioni consiste nella versione italiana di Mad About You che, con il testo scritto da Zucchero Fornaciari e il titolo Muoio per te.
In un'intervista con il giornalista americano Charlie Rose trasmessa il 10 dicembre 2010, Sting affermò che stava lavorando a un progetto musicale e ad un libro in collaborazione con Brian Yorkey, autore vincitore di un Pulitzer. Il nuovo lavoro avrebbe ripreso il discorso di The Soul Cages trattando nuovamente della perdita del padre, della sua infanzia a Newcastle e di temi navali. Il cantante ammise di essere spaventato dalla prospettiva di rimettere tutto insieme, ma espresse fiducia nella realizzazione del progetto. Il risultato fu l'album The Last Ship e il relativo musical, ambientato a Newcastle durante gli anni '80 e integrato da nuovo materiale.

## Edizioni
Ai tempi in cui venne pubblicato l'album, l'industria musicale stava iniziando a cessare l'uso dei Compact Disc in formato longbox. Sting, convinto ambientalista, voleva far ridurre la quantità di rifiuti di cartone causata dal Longbox. L'imballaggio originale di The Soul Cages presentava così un cartonato quadruplo che poteva essere modificato per apparire come un longbox, e allo stesso tempo essere ripiegato in formato jewel case per essere conservato in casa. In Germania, il CD è stato venduto sia in jewel case che in longbox. La copertina dell'album è stata realizzata dall'artista scozzese Steven Campbell.
Fino alla pubblicazione di Symphonicities nel luglio del 2010, The Soul Cages è stato l'unico album in studio di Sting a non riportare una foto del cantante sul fronte copertina.
Nel 2021 esce solo in digitale una "Expanded edition" contenente 13 tracce aggiuntive, ma nessun inedito.

## Tournée
Per promuovere l'album, Sting intraprese un tour mondiale partito il 1º febbraio 1991 dal Berkeley Community Theater di San Francisco (California) e conclusosi il 15 febbraio 1992 allo Blaisdell Center di Honolulu (Hawaii).
Durante la data del 20 aprile 1991 al Buddle Arts Centre di Newcastle upon Tyne (Inghilterra) è stato registrato l'album dal vivo Acoustic Live in Newcastle, pubblicato quello stesso anno.

## Tracce
Testi e musiche di Sting.
1. Island of Souls – 6:41
2. All This Time – 4:54
3. Mad About You – 3:53
4. Jeremiah Blues (Part 1) – 4:54
5. Why Should I Cry for You – 4:46
6. Saint Agnes and the Burning Train – 2:43
7. The Wild Wild Sea – 6:41
8. The Soul Cages – 5:52
9. When the Angels Fall – 7:48

Alcune copie dell'album riportano erroneamente Why Should I Cry for You prima di Jeremiah Blues (Part 1). Tutt'oggi non è ancora stata pubblicata una seconda parte di Jeremiah Blues.

### Tracce bonus
1. Vengo del sur (Versione spagnola di Why Should I Cry for You) – traccia bonus dell'edizione spagnola
2. Muoio per te (Versione italiana di Mad About You) – traccia bonus dell'edizione italiana; testo: Zucchero Fornaciari

## Formazione
Musicisti
- Sting – voce, basso, Synclavier, mandolino
- Manu Katché – batteria
- Kenny Kirkland – tastiere
- Dominic Miller - chitarre
- Branford Marsalis – sassofono
- Kathryn Tickell – cornamusa del Northumberland
- Paola Paparelle – oboe
- David Sancious – tastiere
- Vinx – percussioni
- Bill Summers – percussioni
- Tony Vacca – percussioni
- Skip Burney – percussioni
- Ray Cooper – percussioni
- Munyungo Jackson – percussioni

Produzione
- Hugh Padgham – produzione, ingegneria del suono, missaggio[25]

## Classifiche

### Classifiche settimanali
| Classifica (1991) | Posizione massima |
| ----------------- | ----------------- |
| Australia         | 3                 |
| Austria           | 3                 |
| Belgio            | 1                 |
| Canada            | 1                 |
| Danimarca         | 3                 |
| Europa            | 1                 |
| Finlandia         | 1                 |
| Francia           | 7                 |
| Germania          | 1                 |
| Giappone          | 4                 |
| Grecia            | 1                 |
| Irlanda           | 1                 |
| Italia            | 1                 |
| Norvegia          | 2                 |
| Nuova Zelanda     | 4                 |
| Paesi Bassi       | 1                 |
| Portogallo        | 5                 |
| Regno Unito       | 1                 |
| Spagna            | 4                 |
| Stati Uniti       | 2                 |
| Svezia            | 4                 |
| Svizzera          | 1                 |

### Classifiche di fine anno
| Classifica (1991) | Posizione |
| ----------------- | --------- |
| Austria           | 26        |
| Canada            | 10        |
| Francia           | 36        |
| Giappone          | 85        |
| Italia            | 4         |
| Paesi Bassi       | 30        |
| Regno Unito       | 82        |
| Stati Uniti       | 46        |
| Svizzera          | 19        |

## Premi
Grammy Awards
| Anno | Vincitore      | Categoria                              |
| ---- | -------------- | -------------------------------------- |
| 1992 | The Soul Cages | Grammy Award alla miglior canzone rock |